# Prabouré
Prabouré est une petite station de sports d'hiver familiale du Puy-de-Dôme située dans la commune de Saint-Anthème. L'histoire du ski à Prabouré débute en 1954 avec l'installation d'un premier télécorde. Le premier téléski débrayable fixe ouvre en 1963, trois autres suivront à la fin des années 60.
Une autre station aujourd'hui fermée a fonctionné sur la commune de Saint-Anthème, il s'agit de la station de la Haute-vallée des Supeyres, dont les pistes ont fermé en 1981.
La station de ski de Prabouré est gérée depuis 2012 par la Société d'économie mixte locale de Prabouré.

## Géographie

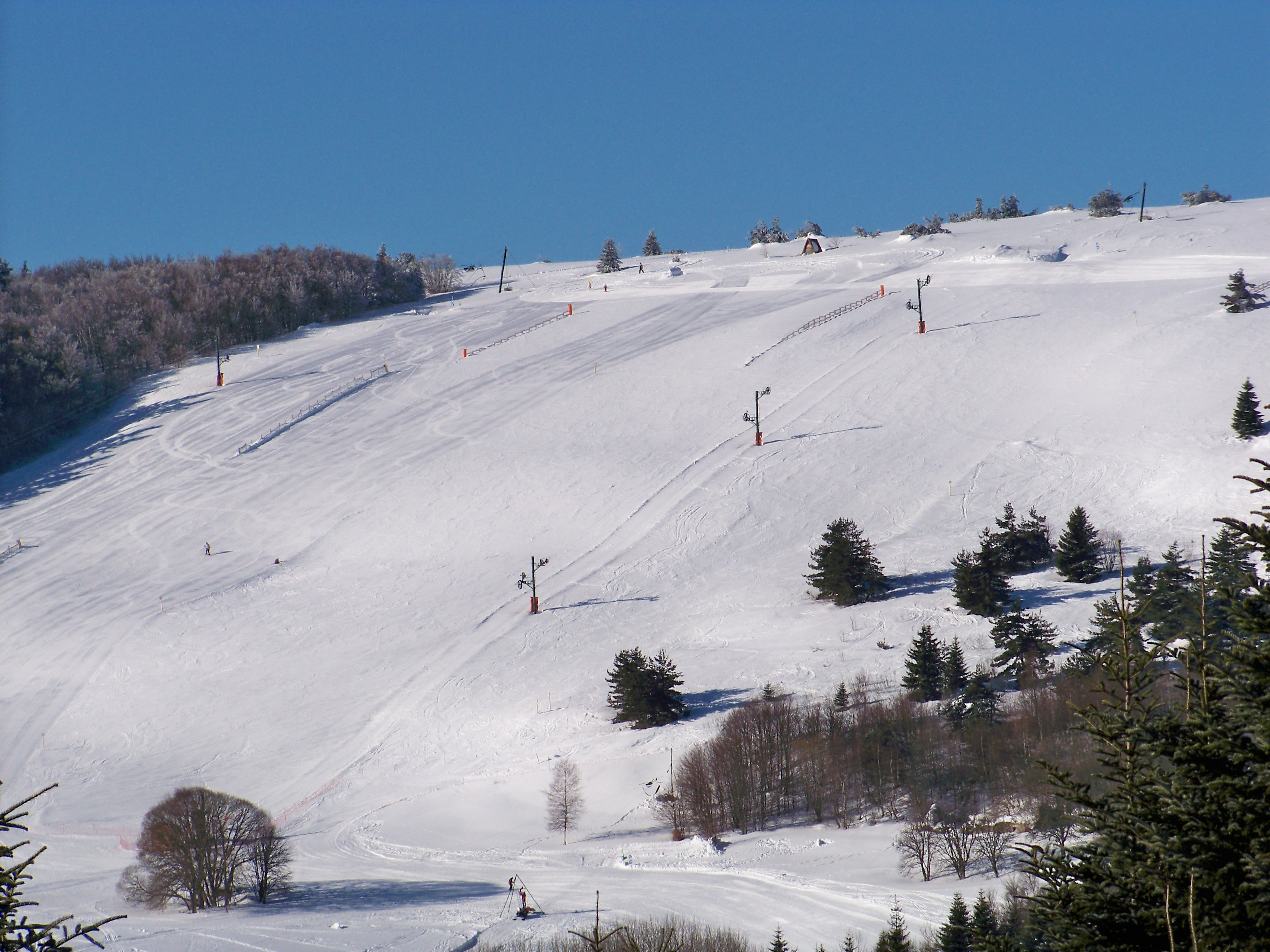
Les pistes de Prabouré

La station se trouve dans les monts du Forez, à proximité du Parc naturel régional Livradois-Forez.
La station est située dans le département du Puy-de-Dôme, dans le Massif central, elle est à environ 8 km au nord-ouest de Saint-Anthème, à environ 25 minutes de Montbrison et d'Ambert. Prabouré est à moins d'une heure de Saint-Étienne ; c'est la station de ski alpin la plus proche de la Métropole stéphanoise (59 km).
La station se trouve dans un cirque orienté à l'est, entre le col des Pradeaux et le col des Supeyres.
La station s'échelonne de 1 248 mètres à 1 400 mètres d'altitude.

## Histoire

Ancien logo de la station.

- Par l'intermédiaire d'un hôtelier, M. Colomb se dote en 1954 d'une station de ski sur le lieu dit "Prabouré". Au milieu des années 1950 : première tentative d'équipement avec un télécorde et un téléski débrayable Baby (démontable) vendu et réimplanté en 1959 à Chalmazel[1].
- 1963 : Construction du téléski débrayable du Grand Schuss.
- 1965 : Le téléski des Jonquilles est construit pour les débutants.
- 1966 : Construction du téléski débrayable du Schuss 2 (aujourd'hui téléski du Slalom).
- 1967 : Ouverture du site de ski alpin concurrent tout proche de la Haute-vallée des Supeyres.
- 1981 : La station de la Haute Vallée fait faillite.
- 2006 : La station s'équipe d'une télécorde pour les débutants qui dessert un petit jardin des neiges.
- 2008 : La station modifie le téléski Jonquilles en le dotant d'un moteur électrique.
- 2009 : Johnson Control Neige prête un enneigeur Rubis à la station sur le front de neige.
- 2010 : La station remplace le téléski des Jonquilles par un téléski à enrouleurs GMM, c'est son premier gros investissement depuis sa création dans les années 60. Deux nouvelles pistes sont aussi créées, ainsi qu'un garage pour la dameuse, et une location et une école de ski au pied des pistes.
- 2011 : La station s'équipe de canons à neige TechnoAlpin, 4 lances bifluides et canon ventilateur t40, enneigent désormais la piste verte des Jonquilles et le jardin d'enfant[2].
- 2012 : Depuis le 14 juillet 2012 la station propose des activités estivales, comme notamment le dévalkart et le trottin'herbe, grâce à deux téléskis et sur 3 pistes balisées. Depuis le 1er décembre 2012 la station est gérée par une société d'économie mixte (SEM), dont la majorité des fonds proviennent de la communauté de communes de la vallée de l'Ance, anciennement gestionnaire de la station.
- 2017 : Remplacement du téléski Grand Schuss par le téléski des Crêtes du Forez.

## Parc d'activités de montagne de Prabouré - Hiver

### Ski alpin

#### Pistes

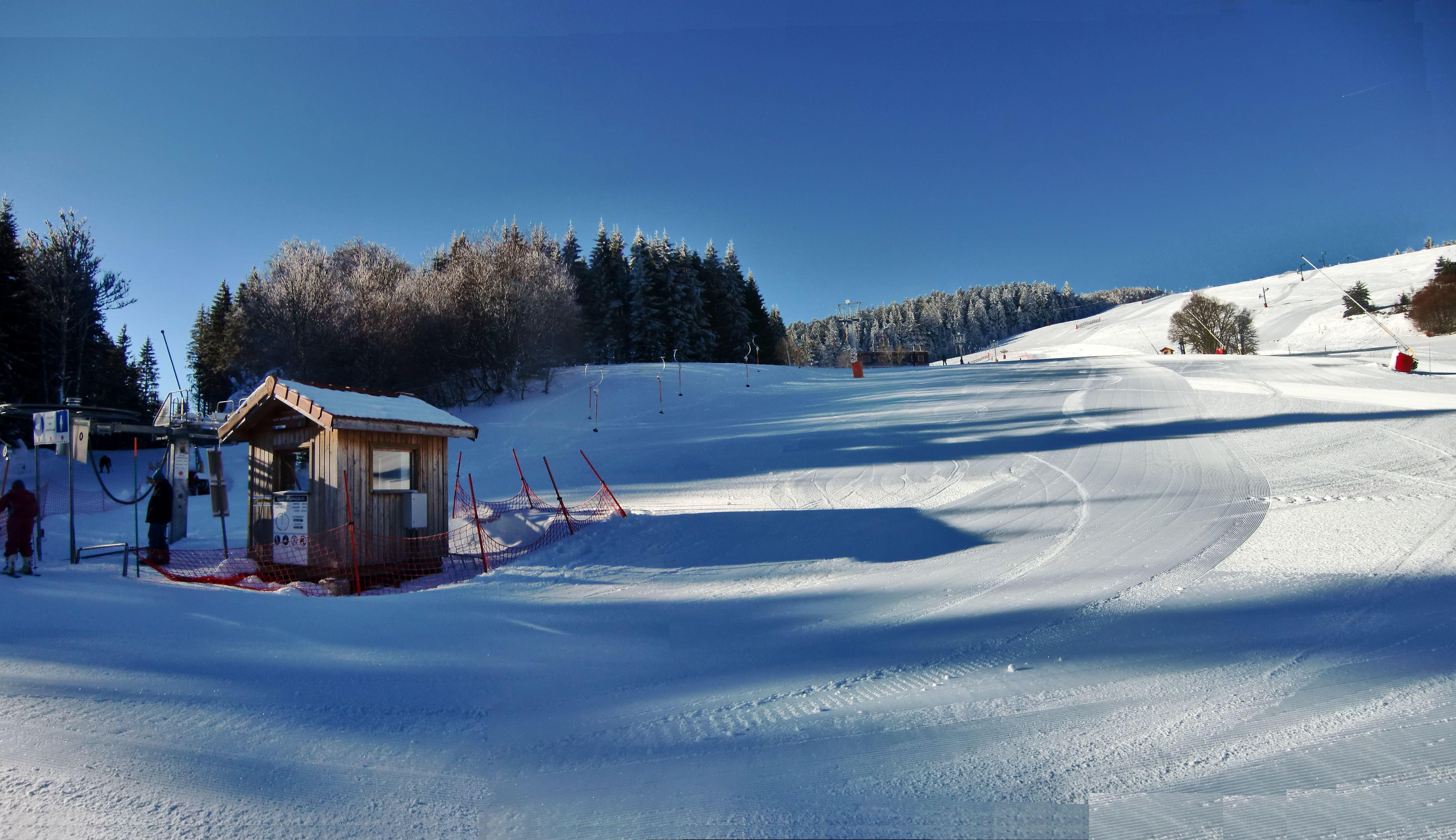
Piste des Jonquilles réaménagée en 2010

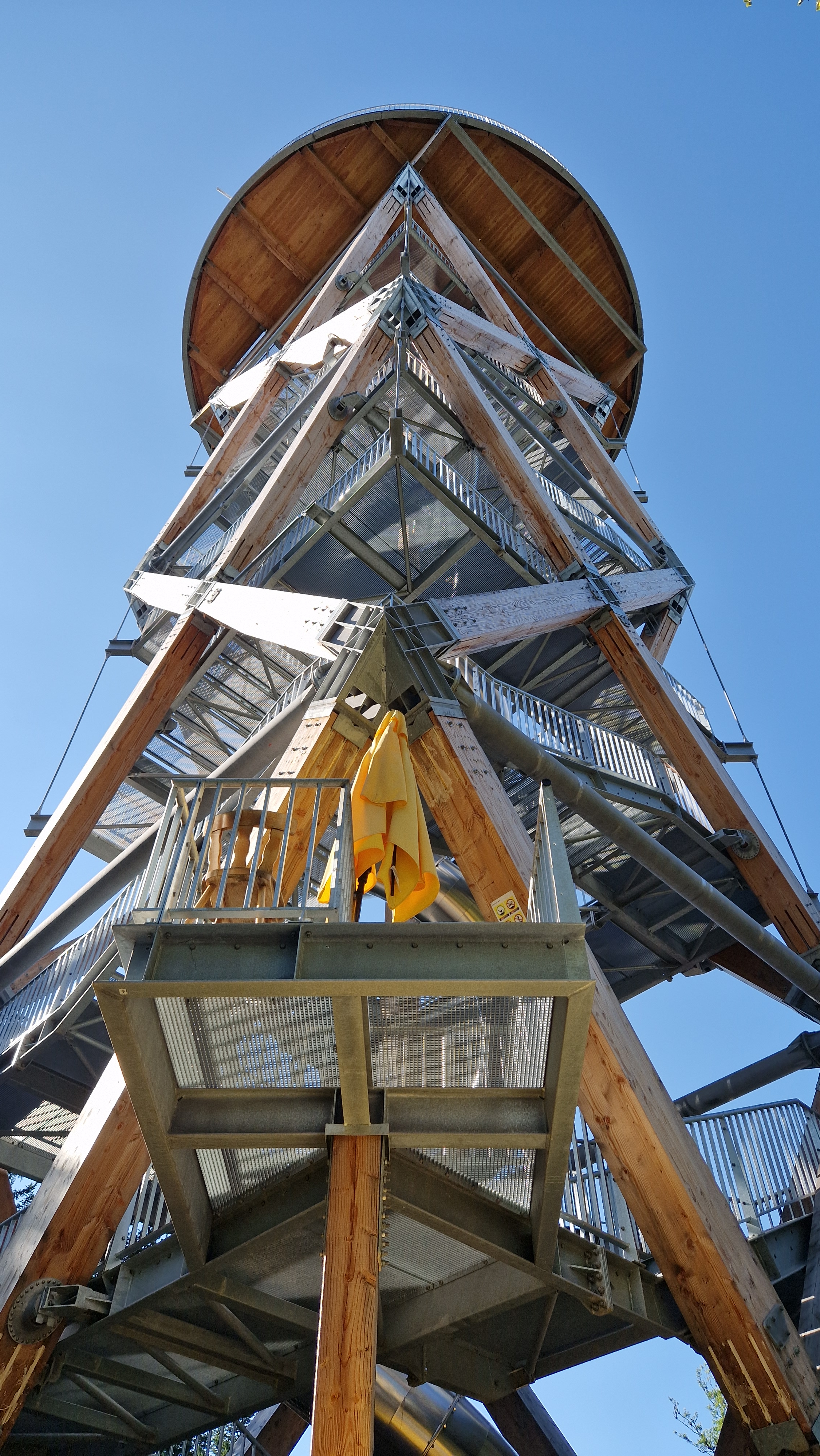
Tour panoramique avec le plus haut toboggan sec de France se hissant à 31 mètres de haut (photo prise depuis l'airbag).

Il y a 7 pistes entre 1 248 m et 1 400 m d'altitude :
- Deux pistes vertes (l'écureuil et les jonquilles) ;
- Une piste bleue (la jasserie) ;
- Quatre pistes rouges (l'airelle, l'estive, la forestière et la bruyère).

Le damage est effectué avec une PB300 depuis 2010.

#### Remontées mécaniques
La station est équipée de 3 téléskis et deux fils-neige:
- Le téléski à enrouleurs des Crêtes du Forez construit en 2017, téléski principal qui dessert 5 des 7 pistes de la station ;
- Le téléski à perches débrayables du Slalom ;
- Le téléski à enrouleurs des Jonquilles, dessert les pistes vertes de la station ;
- Le télécorde Jardin de Théo pour les débutants ;
- Le télécorde de l'Ance utilisé par l'École de glisse de la station.

Le débit total des installations est de 2 500 personnes/heure.

#### École de glisse de Prabouré
L'École de glisse de Prabouré ouvre tous les hivers. Gérée par Marie-Laure, originaire de la station de Courchevel, l'école propose des cours individuels et collectifs pour enfants et adultes.

### Ski de fond

#### Domaine nordique des Crêtes du Forez
Prabouré est une des trois portes d'entrée du Domaine nordique des Crêtes du Forez (4 pistes de ski de fond et 3 circuits raquette). Il fait également partie en été de l'espace VTT FFC « Ambert-Crêtes du Forez ».

## Parc d'activités de montagne de Prabouré - Été
Des activités estivales sont développées à Prabouré depuis l'année 2012.
Le Parc d'activités de montagne de Prabouré fonctionne désormais comme un véritable parc d'attractions avec des entrées à la journée offrant un accès illimité à toutes les activités du site. Le Parc propose deux entrées différenciées dépendant du poids et de la taille des participants.
L'entrée Parc Grand Montagnard est réservée aux personnes pesant plus de 25 kg et mesurant plus d'1,30 m. L'entrée Parc Petit Montagnard est quant à elle destinée aux enfants n'atteignant pas les 25 kg et 1,30 m et est réservée aux moins de 12 ans.
Le Parc propose de multiples activités en lien avec la nature et la montagne :
- La tyrolienne géante de la Haute-Vallée au dessus de l'Ance (800 m de long, hauteur maximum de 110 m soit la plus haute du massif central)[5] ;
- Le toboggan sec le plus haut de France (200 marches pour 31 m de haut) avec au sommet une plateforme circulaire offrant une vue panoramique des Hautes-Chaumes du Forez aux Alpes[6] ;
- La Rando-Ferrata, itinéraire mixant randonnée et via ferrata sur le retour de la tyrolienne (1 h 30 à 2 h de temps de parcours) ;
- Le parcours des Filets enchantés (filets suspendus dans les arbres ; ce parcours de 800 m² est unique dans le Forez et accessible dès 3 ans) ;
- Les trottinettes de descente sur deux téléskis desservant cinq pistes (deux vertes, une bleue, une rouge et une noire) ;
- Le Mountain Kart avec une piste desservie par le téléski des Jonquilles ;
- La Grotte de Prabourix[7] ;
- Le Trott'Parc ;
- Le sentier pieds nus avec différents passages aménagés dont certains très boueux (le sentier se termine par un point de lavage des pieds)[8] ;
- La Course d'orientation (parcours de 20 balises) ;
- La chasse au trésor de Prabourix ;
- Les structures gonflables.